# Jalovec (muntanya)
|  | Per a altres significats, vegeu «Jalovec». |

Jalovec és una muntanya de 2.645 metres que es troba als Alps julians, a Eslovènia. Es troba rodejat per tres valls: Tamar, Trenta i Loška Koritnica, amb els cims de Tricorno i Mangart a prop, i hi neix el riu Isonzo. És el sisè cim més alt d'Eslovènia. Entre els anys 1920 i 1943, va ser frontera entre el Regne d'Itàlia i Iugoslàvia. La primera ascensió al cim la va dur a terme l'austríac Karl Wurmb l'any 1875, juntament amb dos guies més.